# Malá Veleň
Malá Veleň település Csehországban, Děčíni járásban. Malá Veleň Dobrná, Heřmanov, Benešov nad Ploučnicí és Děčín településekkel határos. Lakosainak száma 435 fő (2024. január 1.).

## Népesség
A település lakosságának változását az alábbi diagram mutatja:
| Lakosok száma | 786  | 1037 | 975  | 601  | 406  | 437  | 466  | 445  | 464  | 435  |
|               | 1869 | 1900 | 1921 | 1961 | 1980 | 2011 | 2016 | 2019 | 2021 | 2024 |